# Gillingham Football Club 2013-2014
Questa voce raccoglie le informazioni riguardanti il Gillingham Football Club nelle competizioni ufficiali della stagione 2013-2014.

## Divise e sponsor
| Casa | Trasferta | Terza divisa |

## Rosa
| N. |                           | Ruolo | Calciatore        |
| -- | ------------------------- | ----- | ----------------- |
| 1  | Inghilterra (bandiera)    | P     | Stuart Nelson     |
| 2  | Inghilterra (bandiera)    | D     | Matthew Fish      |
| 3  | Inghilterra (bandiera)    | D     | Joe Martin        |
| 4  | Rep. del Congo (bandiera) | C     | Amine Linganzi    |
| 5  | Inghilterra (bandiera)    | D     | Callum Davies     |
| 6  | Inghilterra (bandiera)    | D     | Leon Legge        |
| 7  | Inghilterra (bandiera)    | C     | Chris Whelpdale   |
| 8  | Inghilterra (bandiera)    | A     | Adebayo Akinfenwa |
| 9  | Inghilterra (bandiera)    | A     | Danny Kedwell     |
| 10 | Inghilterra (bandiera)    | A     | Cody McDonald     |
| 11 | Inghilterra (bandiera)    | C     | Myles Weston      |
| 12 | Inghilterra (bandiera)    | C     | Steven Gregory    |
| 14 | Inghilterra (bandiera)    | C     | Charlie Allen     |
| 15 | Inghilterra (bandiera)    | C     | Bradley Dack      |

| N. |                        | Ruolo | Calciatore       |
| -- | ---------------------- | ----- | ---------------- |
| 16 | Inghilterra (bandiera) | A     | Antonio German   |
| 18 | Inghilterra (bandiera) | C     | Charlie Lee      |
| 19 | Inghilterra (bandiera) | C     | Danny Hollands   |
| 22 | Inghilterra (bandiera) | P     | George Howard    |
| 23 | Irlanda (bandiera)     | D     | Michael Harriman |
| 24 | Inghilterra (bandiera) | C     | Charlie Webster  |
| 26 | Inghilterra (bandiera) | D     | Adam Barrett     |
| 31 | Inghilterra (bandiera) | A     | Ashley Miller    |
| 32 | Inghilterra (bandiera) | D     | Joe Carter       |
| 35 | Inghilterra (bandiera) | D     | Devante McKain   |
| 36 | Inghilterra (bandiera) | C     | Nathan Nyafli    |
|    | Inghilterra (bandiera) | C     | Harry Grant      |
|    | Inghilterra (bandiera) | D     | Gary Borrowdale  |

## Risultati

### Football League One
| Gillingham 3 agosto 2013, ore 15:00 BST 1ª giornata | Gillingham | 0 – 1 referto | Colchester Utd | Priestfield Stadium (6 792 spett.)\| Arbitro: \| Keith Hill \| |
| Arbitro:                                            | Keith Hill |               |                |                                                                |

| Wolverhampton 10 agosto 2013, ore 15:00 BST 2ª giornata | Wolverhampton  | 4 – 0 | Gillingham | Molineux Stadium (19 102 spett.)\| Arbitro: \| Stuart Attwell \| |
| Arbitro:                                                | Stuart Attwell |       |            |                                                                  |

| Gillingham 17 agosto 2013, ore 15:00 BST 3ª giornata | Gillingham | 1 – 1 | Brentford | Priestfield Stadium (6 225 spett.)\| Arbitro: \| Gavin Ward \| |
| Arbitro:                                             | Gavin Ward |       |           |                                                                |

| Swindon 24 agosto 2013, ore 15:00 BST 4ª giornata | Swindon Town    | 2 – 2 | Gillingham | County Ground (7 520 spett.)\| Arbitro: \| Iain Williamson \| |
| Arbitro:                                          | Iain Williamson |       |            |                                                               |

| Gillingham 31 agosto 2013, ore 15:00 BST 5ª giornata | Gillingham   | 1 – 1 | Bristol City | Priestfield Stadium (5 616 spett.)\| Arbitro: \| Mike Russell \| |
| Arbitro:                                             | Mike Russell |       |              |                                                                  |

| Crawley 7 settembre 2013, ore 15:00 BST 6ª giornata | Crawley Town   | 3 – 2 | Gillingham | Broadfield Stadium (3 984 spett.)\| Arbitro: \| Steven Rushton \| |
| Arbitro:                                            | Steven Rushton |       |            |                                                                   |

| Northampton 15 settembre 2013, ore 15:00 BST 7ª giornata | Coventry City | 2 – 1 | Gillingham | Sixfields Stadium (2 046 spett.)\| Arbitro: \| Trevor Kettle \| |
| Arbitro:                                                 | Trevor Kettle |       |            |                                                                 |

| Gillingham 21 settembre 2013, ore 15:00 BST 8ª giornata | Gillingham  | 0 – 1 | Bradford City | Priestfield Stadium (4 965 spett.)\| Arbitro: \| Lee Collins \| |
| Arbitro:                                                | Lee Collins |       |               |                                                                 |

| Crewe 28 settembre 2013, ore 15:00 BST 9ª giornata | Crewe Alexandra | 0 – 3 | Gillingham | Gresty Road (4 254 spett.)\| Arbitro: \| Oliver Langford \| |
| Arbitro:                                           | Oliver Langford |       |            |                                                             |

| Gillingham 5 ottobre 2013, ore 15:00 BST 10ª giornata | Gillingham      | 3 – 2 | MK Dons | Priestfield Stadium (5 410 spett.)\| Arbitro: \| James Linington \| |
| Arbitro:                                              | James Linington |       |         |                                                                     |

| Shrewsbury 12 ottobre 2013, ore 15:00 BST 11ª giornata | Shrewsbury Town  | 2 – 0 | Gillingham | New Meadow (5 129 spett.)\| Arbitro: \| Graham Salisbury \| |
| Arbitro:                                               | Graham Salisbury |       |            |                                                             |

| Gillingham 19 ottobre 2013, ore 15:00 BST 12ª giornata | Gillingham     | 1 – 2 | Preston N.E. | Priestfield Stadium (7 054 spett.)\| Arbitro: \| Graham Horwood \| |
| Arbitro:                                               | Graham Horwood |       |              |                                                                    |

| Gillingham 22 ottobre 2013, ore 19:45 BST 13ª giornata | Gillingham     | 2 – 1 | Notts County | Priestfield Stadium (5 161 spett.)\| Arbitro: \| David Phillips \| |
| Arbitro:                                               | David Phillips |       |              |                                                                    |

| Burslem 26 ottobre 2013, ore 15:00 BST 14ª giornata | Port Vale   | 2 – 1 | Gillingham | Vale Park (5 690 spett.)\| Arbitro: \| Darren Bond \| |
| Arbitro:                                            | Darren Bond |       |            |                                                       |

| Gillingham 2 novembre 2013, ore 15:00 GMT 15ª giornata | Gillingham         | 1 – 0 | Carlisle Utd | Priestfield Stadium (5 697 spett.)\| Arbitro: \| Charles Breakspear \| |
| Arbitro:                                               | Charles Breakspear |       |              |                                                                        |

| Sheffield 16 novembre 2013, ore 15:00 BST 16ª giornata | Sheffield Utd    | 1 – 2 | Gillingham | Bramall Lane (16 560 spett.)\| Arbitro: \| Geoff Eltringham \| |
| Arbitro:                                               | Geoff Eltringham |       |            |                                                                |

| Gillingham 23 novembre 2013, ore 15:00 GMT 17ª giornata | Gillingham   | 0 – 1 | Oldham Athletic | Priestfield Stadium (6 025 spett.)\| Arbitro: \| Graham Scott \| |
| Arbitro:                                                | Graham Scott |       |                 |                                                                  |

| Gillingham 26 novembre 2013, ore 19:45 GMT 18ª giornata | Gillingham     | 3 – 2 | Stevenage | Priestfield Stadium (4 951 spett.)\| Arbitro: \| Brendan Malone \| |
| Arbitro:                                                | Brendan Malone |       |           |                                                                    |

| Rotherham 30 novembre 2013, ore 15:00 GMT 19ª giornata | Rotherham Utd | 4 – 1 | Gillingham | New York Stadium (7 152 spett.) |

| Nottingham 7 dicembre 2013, ore 15:00 GMT 20ª giornata | Notts County   | 3 – 1 | Gillingham | Meadow Lane (3 607 spett.)\| Arbitro: \| Jeremy Simpson \| |
| Arbitro:                                               | Jeremy Simpson |       |            |                                                            |

| Gillingham 14 dicembre 2013, ore 15:00 GMT 21ª giornata | Gillingham   | 2 – 2 | Peterborough Utd | Priestfield Stadium (6 949 spett.)\| Arbitro: \| Tim Robinson \| |
| Arbitro:                                                | Tim Robinson |       |                  |                                                                  |

| Birkenhead 20 dicembre 2013, ore 19:45 GMT 22ª giornata | Tranmere     | 1 – 2 | Gillingham | Prenton Park (6 251 spett.)\| Arbitro: \| Robert Lewis \| |
| Arbitro:                                                | Robert Lewis |       |            |                                                           |

| Gillingham 26 dicembre 2013, ore 13:30 GMT 23ª giornata | Gillingham  | 1 – 2 | Leyton Orient | Priestfield Stadium (8 613 spett.)\| Arbitro: \| Fred Graham \| |
| Arbitro:                                                | Fred Graham |       |               |                                                                 |

| Gillingham 29 dicembre 2013, ore 15:00 GMT 24ª giornata | Gillingham    | 2 – 2 | Walsall | Priestfield Stadium (5 394 spett.)\| Arbitro: \| Trevor Kettle \| |
| Arbitro:                                                | Trevor Kettle |       |         |                                                                   |

| Gillingham 3 gennaio 2014, ore 19:45 GMT 25ª giornata | Gillingham | 1 – 0 | Wolverhampton | Priestfield Stadium (7 758 spett.)\| Arbitro: \| Mark Brown \| |
| Arbitro:                                              | Mark Brown |       |               |                                                                |

| Colchester 11 gennaio 2014, ore 15:00 GMT 26ª giornata | Colchester Utd  | 3 – 0 referto | Gillingham | Colchester Community Stadium (3 819 spett.)\| Arbitro: \| Darren Drysdale \| |
| Arbitro:                                               | Darren Drysdale |               |            |                                                                              |

| Gillingham 18 gennaio 2014, ore 15:00 GMT 27ª giornata | Gillingham    | 2 – 0 | Swindon Town | Priestfield Stadium (6 134 spett.)\| Arbitro: \| Andrew Madley \| |
| Arbitro:                                               | Andrew Madley |       |              |                                                                   |

| Brentford 24 gennaio 2014, ore 15:00 GMT 28ª giornata | Brentford    | 2 – 1 | Gillingham | Griffin Park (7 713 spett.)\| Arbitro: \| Keith Stroud \| |
| Arbitro:                                              | Keith Stroud |       |            |                                                           |

| Gillingham 1 febbraio 2014, ore 15:00 GMT 29ª giornata | Gillingham     | 3 – 2 | Port Vale | Priestfield Stadium (6 356 spett.)\| Arbitro: \| Darren Deadman \| |
| Arbitro:                                               | Darren Deadman |       |           |                                                                    |

| Stevenage 4 febbraio 2014, ore 19:45 GMT 30ª giornata | Stevenage      | 3 – 1 | Gillingham | Broadhall Way (2 399 spett.)\| Arbitro: \| Stuart Attwell \| |
| Arbitro:                                              | Stuart Attwell |       |            |                                                              |

| Carlisle 8 febbraio 2014, ore 15:00 GMT 31ª giornata | Carlisle Utd | 1 – 2 | Gillingham | Brunton Park Stadium (3 584 spett.)\| Arbitro: \| Mark Heywood \| |
| Arbitro:                                             | Mark Heywood |       |            |                                                                   |

| Gillingham 19 febbraio 2014, ore 19:45 GMT 32ª giornata | Gillingham | 0 – 1 | Sheffield Utd | Priestfield Stadium (5 766 spett.)\| Arbitro: \| Carl Berry \| |
| Arbitro:                                                | Carl Berry |       |               |                                                                |

| Oldham 22 febbraio 2014, ore 15:00 GMT 33ª giornata | Oldham Athletic | 1 – 0 | Gillingham | Boundary Park (3 714 spett.)\| Arbitro: \| Mike Russell \| |
| Arbitro:                                            | Mike Russell    |       |            |                                                            |

| Bristol 1 marzo 2014, ore 15:00 GMT 34ª giornata | Bristol City | 2 – 1 | Gillingham | Ashton Gate Stadium (11 422 spett.)\| Arbitro: \| Gary Sutton \| |
| Arbitro:                                         | Gary Sutton  |       |            |                                                                  |

| Gillingham 8 marzo 2014, ore 15:00 GMT 35ª giornata | Gillingham      | 1 – 0 | Crawley Town | Priestfield Stadium (5 961 spett.)\| Arbitro: \| Dean Whitestone \| |
| Arbitro:                                            | Dean Whitestone |       |              |                                                                     |

| Gillingham 11 marzo 2014, ore 19:45 GMT 36ª giornata | Gillingham       | 4 – 2 | Coventry City | Priestfield Stadium (5 447 spett.)\| Arbitro: \| Darren Sheldrake \| |
| Arbitro:                                             | Darren Sheldrake |       |               |                                                                      |

| Bradford 15 marzo 2014, ore 15:00 GMT 37ª giornata | Bradford City | 1 – 1 | Gillingham | Valley Parade (13 089 spett.)\| Arbitro: \| Michael Bull \| |
| Arbitro:                                           | Michael Bull  |       |            |                                                             |

| Gillingham 22 marzo 2014, ore 15:00 GMT 38ª giornata | Gillingham  | 1 – 3 | Crewe Alexandra | Priestfield Stadium (5 767 spett.)\| Arbitro: \| Steve Bratt \| |
| Arbitro:                                             | Steve Bratt |       |                 |                                                                 |

| Milton Keynes 25 marzo 2014, ore 19:45 GMT 39ª giornata | MK Dons    | 0 – 1 | Gillingham | Stadium MK (6 760 spett.)\| Arbitro: \| Carl Berry \| |
| Arbitro:                                                | Carl Berry |       |            |                                                       |

| Gillingham 5 aprile 2014, ore 15:00 BST 40ª giornata | Gillingham     | 3 – 4 | Rotherham Utd | Priestfield Stadium (6 027 spett.)\| Arbitro: \| Steven Rushton \| |
| Arbitro:                                             | Steven Rushton |       |               |                                                                    |

| Peterborough 8 aprile 2014, ore 19:45 BST 41ª giornata | Peterborough Utd | 2 – 0 | Gillingham | London Road Stadium (6 543 spett.)\| Arbitro: \| Chris Sarginson \| |
| Arbitro:                                               | Chris Sarginson  |       |            |                                                                     |

| Leyton 12 aprile 2014, ore 15:07 BST 42ª giornata | Leyton Orient | 5 – 1 | Gillingham | Brisbane Road (5 128 spett.)\| Arbitro: \| Carl Boyeson \| |
| Arbitro:                                          | Carl Boyeson  |       |            |                                                            |

| Gillingham 18 aprile 2014, ore 15:00 BST 43ª giornata | Gillingham     | 2 – 0 | Tranmere Rovers | Priestfield Stadium (7 343 spett.)\| Arbitro: \| Michael Naylor \| |
| Arbitro:                                              | Michael Naylor |       |                 |                                                                    |

| Walsall 21 aprile 2014, ore 15:00 BST 44ª giornata | Walsall          | 1 – 1 | Gillingham | Bescot Stadium (3 890 spett.)\| Arbitro: \| Darren Sheldrake \| |
| Arbitro:                                           | Darren Sheldrake |       |            |                                                                 |

| Preston 26 aprile 2014, ore 15:00 BST 45ª giornata | Preston N.E.       | 3 – 1 | Gillingham | Deepdale (11 591 spett.)\| Arbitro: \| Charles Breakspear \| |
| Arbitro:                                           | Charles Breakspear |       |            |                                                              |

| Gillingham 3 maggio 2014, ore 15:00 BST 46ª giornata | Gillingham      | 1 – 1 | Shrewsbury Town | Priestfield Stadium (7 634 spett.)\| Arbitro: \| Darren Drysdale \| |
| Arbitro:                                             | Darren Drysdale |       |                 |                                                                     |